# WoWWiki
WoWWiki或World of Warcraft Wiki是一個關於魔獸系列的架空世界的維基百科。這個網站始於2004年11月，在2007年加入Wikia。2010年年末，多數管理員因為不喜歡Wikia介面的改變，創立了新的複刻Wowpedia。WoWWiki於2020年5月存檔並進入唯讀狀態，用戶群體轉移至Wowpedia，實現兩大魔獸維基平台合併。

## 歷史
WoWWiki.com在2004年11月24日推出，是《魔獸世界》(WoW)正式發行日的隔天。網站初期提供《魔獸世界》以及遊戲介面模組Cosmos的相關信息，之後漸漸加入所有與魔獸系列相關的訊息，比如：即時戰略遊戲、小說、RPG參考書籍、漫畫、以及魔獸世界的資料片《燃燒的遠征》，《巫妖王之怒》和《浩劫與重生》。在WoWWiki的發展歷史裡，它曾被譽為「最有名的大型多人線上維基」、「在維基百科之後，第二大的英文維基。」、「所有魔獸系列的訊息來源之母。」
2007年5月2日，宣布WoWWiki將搬移到Wikia，一個營利性的維基託管公司。2009年9月，WoWWiki被認為是當時Wikia最大的維基。
2010年11月1日，在《多倫多星報》的採訪中，吉米·威爾斯提到娛樂與遊戲是Wikia最受歡迎的部分，並說明「遊戲方面，每個主流的遊戲都有與它相關的維基百科。魔獸世界大概是當中最大的。...單就這個維基百科，我想我們可以看到每個月有4到500萬人。」

## 研究
在2008年3月，SXSW的一版面上“怎么使玩家接受维基的方式”，其中高度介绍WoWWiki并且关注维基作为玩家的一种合作空间。在一篇2009年的文章中，李夏洛克争辩WoWWiki构成了一个合作撰写内容的模式，不同于论坛和教程（例如GameFAQs）。瑞克·亨特将WoWWiki当作一个爱好者“affinity space”。包括夏洛克和亨特都认为WoWWiki是将用户当作信息来源的新的数字媒体的模式。法廷·卡尔森将WoWWiki的庞大和复杂作为规模突发复杂在大型多人角色扮演游戏中的证据，像《魔兽世界》。

## Wowpedia
2010年年末，Wikia推出了固定邊寬的外觀。新的介面影響了原本的文章編排，並破壞了JavaScript的相關功能，部分的使用者表示新介面導致眼睛疲勞和頭痛。這些爭議導致WoWWiki的社群開始尋求新的站點。2010年10月20日，開始從WoWWiki的數據庫複刻文章與編輯歷史。Wowpedia在不久後上線，多數的WoWWiki的管理員與活躍貢獻者也遷移到新的站點。